# Meet the Fucking Bedwetters
Meet the Fucking Bedwetters è l'album di debutto del gruppo musicale estone Bedwetters, pubblicato il 20 aprile 2009.
L'album, che ha richiesto ben due anni di lavorazione, è uscito con l'etichetta discografica I Can Hear Music e con la MTC Entertainment.

## Tracce
1. Intro
2. Nightlight ON-OFF
3. Like a Deck of Cards
4. Someone Worthless
5. Long.Some.Distance
6. So Long Nanny
7. Every Once in a While
8. Source of Inspiration
9. Break the Silence
10. General Townsafe
11. Dark Circus
12. Dead End
13. Mighty Heaven
14. Just in Case